# Quellen, guarda il passato!
Quellen, guarda il passato! è un romanzo di Robert Silverberg, pubblicato per la prima volta negli Stati Uniti nel 1967 con il titolo originale The Time Hoppers. 
L'opera rappresenta una rielaborazione e un ampliamento del racconto Hopper, scritto dallo stesso Silverberg nel 1956.
Il romanzo fu pubblicato in Italia per la prima volta da Mondadori il 10 marzo 1968 nella collana Urania (numero 483).

## Trama
Anno 2490 d.C.: il mondo non ha più stati; tutto è oramai globalizzato e transnazionale: il governo, la società, le leggi, perfino il modo di vivere delle persone. Le città si sono trasformate in megalopoli di centinaia di milioni di individui. New York, ribattezzata curiosamente Appalachia, si estende per buona parte dell'America settentrionale e stipa i suoi abitanti dentro edifici altissimi dotati di sottosuoli anche più profondi.
La società è rigidamente gerarchizzata in classi ed i bisogni primari sono tutti soddisfatti: grazie ai sussidi generosamente elargiti dal governo, nessuno muore di fame e le oasi del sesso dispensano piaceri a prezzi modici, mentre le "case dei sogni" mettono in vendita stupefacenti di ogni sorta.
Ma la popolazione di questo XXV secolo, che oramai volge al termine, vive in realtà in una società malata, triste e drammaticamente sovrappopolata. Lo sviluppo della cibernetica e dell'informatica ha fatto sì che tutti i lavori banali e ripetitivi siano svolti più efficacemente dalle macchine che dagli uomini, per cui è rimasto posto, nel mondo produttivo, solo per profili professionali di alto livello o per tecnici qualificati. Di conseguenza, la gran parte delle persone non ha più prospettive né progettualità. La disoccupazione è una piaga che affligge la stragrande maggioranza degli abitanti; certo, ci sono i froidi (e anche le macchine froidi, seppure con minore efficacia) che psicoanalizzano di continuo il prossimo. Si è diffusa ogni sorta di culto religioso e di rito sociale, non importa quanto bislacco possa apparire agli occhi dei profani. La criminalità ha assunto nuove forme, che risultano tanto più illogiche e perverse quanto più appaiono insensate, dal momento che non possono trovare una giustificazione in bisogni materiali insoddisfatti.
Nel contesto di questo assurdo urbanistico ed umano, Joe Quellen è un tranquillo funzionario governativo, un Sovrintendente Criminale di Settima Classe - posizione sociale che, pur essendo di per sé non eccezionale, lo pone comunque a un'enorme distanza dai miliardi di prolets delle classi infime o semplicemente inferiori. La Settima Classe dà diritto a vivere da soli, cosa che a Quellen risulta indispensabile, non solo per il suo bisogno di indipendenza ma soprattutto perché, altrimenti, non avrebbe modo di trasferirsi senza essere visto, tramite il teletrasporto (lo stat), nella sua villa di Seconda Classe che si è abusivamente costruito in Africa. Quellen rischia grosso per questo suo crimine. Può andare incontro alla degradazione e al licenziamento, e lo sa bene. 
Un giorno viene incaricato di svolgere un'indagine sui saltati, viaggiatori del tempo che, dal 2486 al 2491, come riportano le cronache, si trasferiscono nel passato, giungendo dal 1979 in avanti. Quellen scoprirà che i saltati sono andati molto più indietro, nel tempo. Ricollegando gli episodi riportati da antichi resoconti, vengono ritrovati i nominativi di numerosi saltati, uno dei quali deve ancora partire: Donald Mortensen salterà il 4 maggio 2490, cioè qualche settimana dopo la scoperta di Quellen!
Che fare? Impedire a Mortensen di andarsene, col rischio di scombinare tutta la storia? Oppure lasciargli via libera, per fare in modo che le cose vadano come sono già state scritte? Quellen è combattuto fra le due alternative ma presto non avrà difficoltà a scegliere. Infatti riesce ad arrestare il responsabile dei viaggi nel tempo, un certo Lanoy, ma viene messo sotto pressione proprio da questo, che ha scoperto il segreto della villa in Africa e promette di denunciare il Sovrintendente Criminale, se non verrà lasciato libero. Sentendosi preso in trappola, Quellen arriverà a ricattare l'Alto Governo minacciando di uccidere Mortensen se il proprio crimine non gli verrà condonato. Peter Kloofman, il capo del governo, nonché unico essere umano di Prima Classe, per evitare di correre il rischio di alterare il presente, finge di assecondare Quellen; ma questi intuisce che, dietro i panegirici di Kloofman, si nasconde la fredda determinazione ad eliminare ogni minaccia, e finanche la stessa esistenza del Sovrintendente. 
Decide perciò di uscire dalla trappola in cui si è infilato fuggendo anch'egli nel passato. A tal fine libera Lanoy e si fa spedire in una terra che ricorda il Nord America al tempo dei Nativi. In fondo Quellen non desiderava che pace, vita naturale e indipendenza: tutte cose che il suo mondo impazzito non poteva concedergli, ma che non gli difetteranno, nell'antica terra delle società tribali.

## Commento
In una società rigidamente gerarchizzata, schiacciata dalla sovrappopolazione, dove ogni cosa è razionata (l'acqua, l'aria, lo spazio vitale), la concorrenza per arrivare ad occupare i posti nelle classi più elevate - o quantomeno per uscire dalle classi dei prolets - è spietata; e, soprattutto, non basta essere intelligenti e volenterosi, o bravi nella propria specializzazione: ce ne sono milioni con lo stesso profilo, milioni in competizione per un unico lavoro disponibile. Per questo la gente del XXV secolo salta nel passato; perché solo così può sperare di ritornare in un mondo in cui vi è ancora la possibilità di ottenere il proprio spazio esistenziale e di ricavarsi un posto nella comunità umana.
Le macchine hanno sostituito gli esseri umani in quasi tutti i lavori. È vero che il governo assicura a tutti un sussidio, in modo che ogni cittadino possa almeno avere garantita la sopravvivenza. Ma è una società distopica quella declinata dalla penna di Silverberg. Danton e Kloofman, i capi dell'Alto Governo, sono i depositari - oppure i simulacri - di tutto ciò che si vorrebbe avere e che si riconosce, già in partenza, essere irraggiungibile. Kloofman, che è l'unico umano dei due (Danton è un androide) ha già compiuto i centotrentadue anni ma, grazie a innesti cibernetici e a trapianti d'organo, conta di regnare ancora per secoli. Non è previsto un ricambio o un cambiamento.
La narrazione affabulatoria dell'autore si arricchisce dello spessore dei personaggi ritratti. Il povero Quellen è il classico uomo nella trappola: comunque vadano le cose è destinato a perdere e la soluzione che escogita alla fine appare logica e, tutto sommato, soddisfacente. Il suo assistente, Brogg, che ha scoperto il segreto della villa in Africa (e lo rivelerà a Lanoy in cambio di un salto nell'antica Roma), è fino come un segugio e tenace come un mastino. Kloofman è un uomo che vive per il potere e che si è oramai distaccato dai suoi simili.
Naturalmente, il problema dei viaggi nel passato esita sempre, da un punto di vista logico, in un paradosso irrisolvibile. Ad esempio, quando Brogg viene mandato da Lanoy nella Roma del tempo di Tiberio, conosce già il passato (che ora è il suo presente ed il suo futuro), poiché è un appassionato studioso del periodo. Magari diventerà un Romano importante, un Senatore, oppure un uomo dell'entourage dell'Imperatore. Poniamo che assuma addirittura un'importanza storica e che la sua figura sia tramandata nei libri. Brogg si è aiutato con quello che ha letto nei libri, ha ricalcato le azioni che ha studiato nel XXV secolo. Ma quello descritto nei libri era lui. Dunque, "chi ha cominciato"?
Al di là, comunque, degli inevitabili paradossi, l'autore intuisce il fenomeno della globalizzazione e preconizza l'"istericizzazione" della società (ad esempio, untori maniaci immettono le sostanze più letali nel corpo di ignari passanti, per il solo gusto di vederli soffrire). Il realismo dei personaggi e la capacità di colpire al cuore il lettore sono espressioni del carisma letterario di Silverberg.

## Edizioni
- Robert Silverberg, The Time Hoppers, 1967.
- Robert Silverberg, Quellen, guarda il passato!, traduzione di Beata Della Frattina, Urania n° 483, Arnoldo Mondadori Editore, 1978.
- Robert Silverberg, Quellen, guarda il passato!, traduzione di Beata Della Frattina, Urania Classici n° 13, Arnoldo Mondadori Editore, 1978,  p. 188.
- Robert Silverberg, Quellen, guarda il passato! - La città-labirinto - L'uomo stocastico, traduzione di Beata Della Frattina, I Massimi della Fantascienza n.20, Arnoldo Mondadori Editore, 1978, ISBN 88-04-32459-7.